# Гокан Червоний

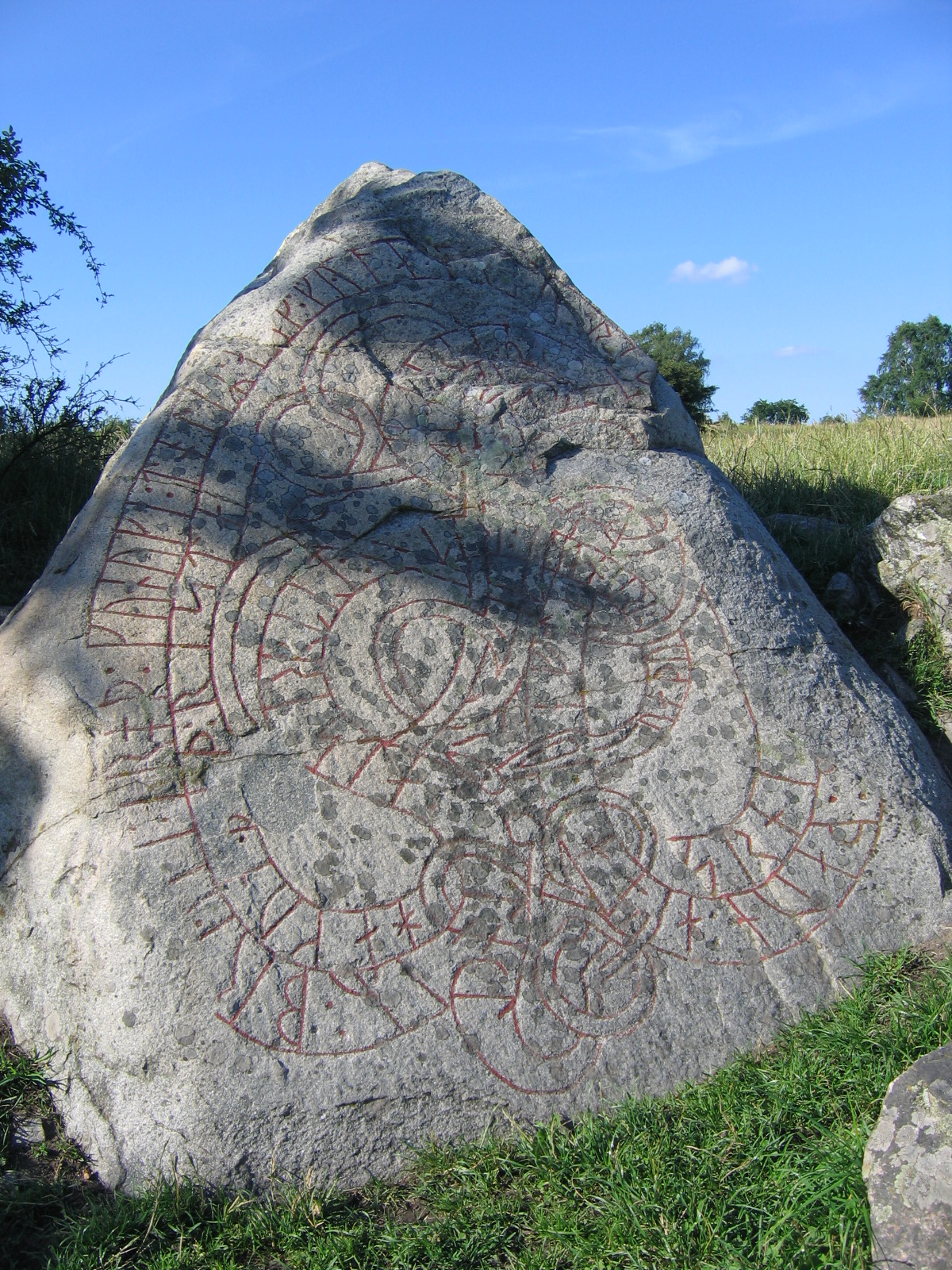
Каміння Гокана I з рунами, вибитими за його наказом. Швеція. острів Аделсе на озері Мелерен

Гокан I Червоний (швед. Håkan Röde), (1040—1079) — король Швеції з 1070 до 1079 року. Походив з династії Стенкілів. Мав прізвисько «Червоний».

## Життєпис
Був позашлюбним сином Стенкіля I, короля Швеції. Народився у місті Левен (Вестерґетеланд). У 1070 році Гокан, уклавши угоду з поганськими аристократичними родинами Свеаланда, скинув з трону Гальстена Стенкілсона. Після цього одружився з донькою Еріка Гегнінсена, голови поганської опозиції. Завдяки цьому перевагу здобула поганська партія у королівстві.
З цього моменту тривала громадянська війна між Гоканом I, якого підтримували свейські аристократи та погани, та його зведеними братами Гальстеном та Інґе, яких підтримували гетські аристократи та християни. Боротьба тривала до 1079 року, коли врешті-решт поганська потуга була зламана, а короля Гокана I було вбито. Це була остання спроба свеїв та поган відродити минулі звичаї.

## Родина
1. Еріксдоттір
Діти:
- Ерік
- Сесілія